# نيمانيا لازيتش
نيمانيا لازيتش هو لاعب كرة قدم صربي في مركز الدفاع، ولد في 27 مارس 1990 في بلغراد في صربيا. لعب مع دينامو بانتشيفو ورادنيتشكي نيش وغرافيتشار بيوغراد ونادي الحسين.